# 萩野村 (愛知県)
萩野村（はぎのむら）は、かつて愛知県西春日井郡にあった村。現在の名古屋市北区の中央部（庄内川南岸）にあたり、同区八代町・平手町・中丸町・桝形町・野方通・光音寺町・金城町・水草町・浪打町・萩野通・大野町・辻本通・辻町・天道町・金田町・鳩岡・鳩岡町・安井・安井町・米が瀬町・成願寺・成願寺町・中切町・川中町・福徳町の各一部または全部に相当する。
地名としての萩野は「萩野通」（国道41号空港線沿い）として残る。

## 名称の由来
大字辻（旧辻村）字米ヶ瀬に萩の名所があったことから。

## 沿革
- 江戸時代末期、この地域は尾張国春日井郡であり、尾張藩領であった。
- 1880年（明治13年）2月5日 - 春日井郡が東春日井郡と西春日井郡に分割され、この地域は西春日井郡となる。
- 1889年（明治22年）10月1日 -
  - 辻村、安井村、光音寺村が合併し、萩野村となる[3]。
  - 成願寺村、下中切村、福徳村が合併し、川中村となる[4]。
- 1932年（昭和7年）12月1日 - 萩野村大字辻村[注 1]が名古屋市東区上飯田町・下飯田町[注 2]と境界変更を行う[4]。
- 1933年（昭和8年）4月1日 - 川中村が萩野村に編入される[3]。
- 1937年（昭和12年）3月1日 - 名古屋市西区に編入される[3]。
- 1944年（昭和19年）2月11日 - 北区が新設され、旧・萩野村は北区の一部となる[3]。

## 神社・仏閣
- 成願寺
- 光音寺
- 別小江神社

## 交通
- 西枇杷島郡道西枇杷島萩野線：西枇杷島町から名古屋市東志賀町までは郡道西枇杷島勝川線と重複[5]。そこから分岐し、萩野村大字安井に至る路線[5]。延長約814m[5]。

## 警察
鍋屋町警察署管区
- 萩野村辻巡査駐在所（萩野村大字辻）：1910年1月設置[6]。萩野村全域を管轄[6]。

## 電気

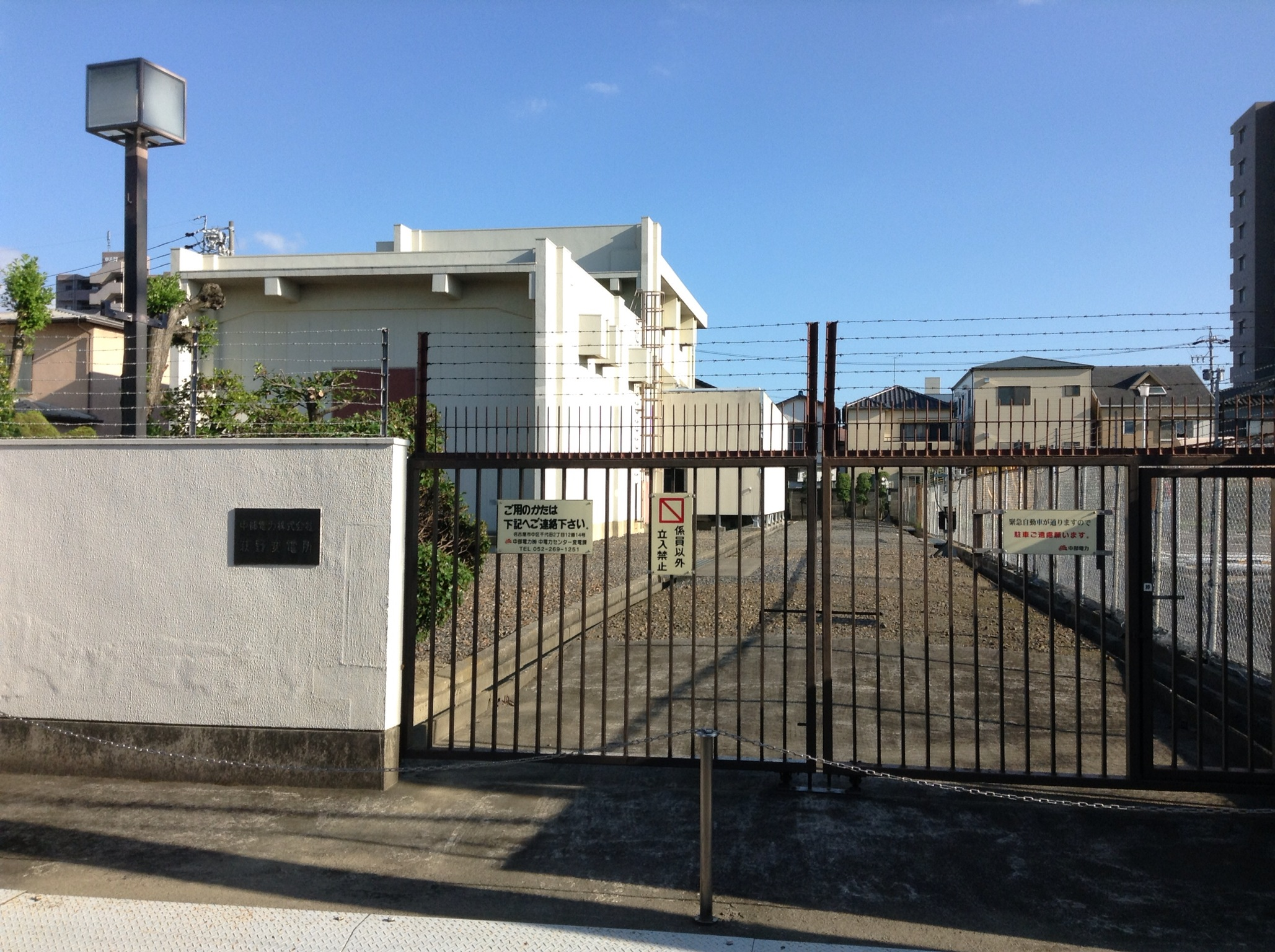
現在の中部電力萩野変電所

- 村内には東邦電力萩野変電所（大字安井、現中部電力萩野変電所）が所在した[7]。同社木曽川第一発電所（岐阜県八百津町）から三相交流三線式架空線によって、丹羽郡城東村（現犬山市）・味岡村・小牧町（どちらも現小牧市）の約43kmを経由し、当変電所からは三相交通地中埋没線によって南武平町変電所へ送電を行っていた[7]。変圧器はゼネラル・エレクトリック社製1350kW単相交流式通水冷却形のものが9機設置（うち3機は予備）され、5400Vを1100Vに降圧していたという[7]。1911年11月建設で、総建坪は137坪[7]。